# Kevin McCann
Kevin James McCann (ur. 11 września 1987 w Glasgow) – szkocki piłkarz występujący na pozycji obrońcy. W swojej karierze rozegrał 36 spotkań i zdobył 3 bramki w Scottish Premier League.